# Birgit Christensen
Birgit Christensen (31 de maio de 1976) é uma ex-futebolista dinamarquesa que atuava como meia.

## Carreira
Birgit Christensen representou a Seleção Dinamarquesa de Futebol Feminino, nas Olimpíadas de 1996. 